# Константинов, Фёдор Васильевич (Герой Социалистического Труда)
Фёдор Васильевич Константинов (1910 год — дата смерти неизвестна) — председатель сельхозартели «Красная крепость» Конюховского района Северо-Казахстанской области, Казахская ССР. Герой Социалистического Труда (1957).

## Биография
Родился в селе Лебяжье Петропавловского уезда Акмолинской области (ныне — район Магжана Жумабаева Северо-Казахстанской области Казахстана).
Трудовую деятельность начал в 1923 году в личном крестьянском хозяйстве, затем работал машинистом на железной дороге.
С 1941 года участвовал в Великой Отечественной войне.
С 1946 года — председатель сельхозартели «Красная крепость» Конюховского района.
Указом Президиума Верховного Совета СССР от 11 января 1957 года «за особые заслуги в освоении целинных и залежных земель, успешное проведение уборки урожая и хлебозаготовок в 1956 году» удостоен звания Героя Социалистического Труда с вручением ордена Ленина и золотой медали «Серп и Молот».
Его имя занесено в Книгу почёта Казахской ССР.
С 1970 года — персональный пенсионер. В 1979 году выехал в Челябинск. Дата смерти не установлена.